# Effie Kapsalis
Effie Kapsalis (21 d'abril de 1971 - 11 de desembre de 2022) va ser una defensora nord-americà de l'accés obert coneguda pel treball relacionat amb programes i iniciatives digitals, incloses les avançades a la Smithsonian Institution.

## Primers anys de vida
Kapsalis va néixer el 21 d'abril de 1971 a Chicago, Illinois. Es va graduar a la Universitat d'Indiana Bloomington amb una especialitat en llengua i literatura francesa. Va obtenir un màster a la Universitat de les Arts (Filadelfia) en disseny industrial i tecnologia generalitzada.

## Carrera
Com a oficial superior del programa digital de l'Smithsonian, Kapsalis va dirigir l'equip responsable de fer 2,8 milions d'imatges bidimensionals i tridimensionals d'alta resolució de les col·leccions de l'institut disponibles en línia el 2020. Va treballar per fer que les col·leccions d'arxius de l'Smithsonian fossin més accessibles en línia i va ser l'autora d'una sèrie de blocs titulada Wonderful Women Wednesday. El treball de Kapsalis es va presentar a Open Minds... from Creative Commons el 2021.
L'any 2013, Kapsalis i Sara Snyder van ser els destinataris del premi Distinguished Service Award del Districte de Columbia de Wikimedia pel seu treball dins de la Smithsonian Institution per animar la gent a aprendre a editar la Viquipèdia.
El 2016, Kapsalis va formar part d'un panell de South by Southwest (SXSW), 'Give It Away to Get Rich: Open Cultural Heritage', en què va presentar el seu informe de 2016 'The Impact of Open Access on Galleries, Libraries, Museums, & Archives'. "L'impacte de l'accés obert" ha estat citat per més de 40 publicacions revisades per parells des de llavors.
Després d'una llarga batalla contra la depressió, Kapsalis es va suïcidar a casa seva a Maryland, l'11 de desembre de 2022, a l'edat de 51 anys.

## Publicacions
- Kapsalis, Effie (en anglès) Journal of Radio & Audio Media, 26, 1, 02-01-2019, pàg. 134–142. DOI: 10.1080/19376529.2019.1559520. ISSN: 1937-6529.
- Kapsalis, Effie Collections: A Journal for Museum and Archives Professionals, 12, 2, 01-06-2016, pàg. 187–197. DOI: 10.1177/155019061601200211 [Consulta: free].
- Kapsalis, Effie. «The Impact of Open Access on Galleries, Libraries, Museums, & Archives». Smithsonian Institution, 27-04-2016. [Consulta: 15 desembre 2022].
- Kapsalis, Effie, et al. (17 September 2009). "Smithsonian Team Flickr: a library, archives, and museums collaboration in web 2.0 space" (PDF). Archive Science. 8 (4):267–277. {{format ref}} https://doi.org/10.1007/s10502-009-9089-y. Open access deposit. Retrieved 8 January 2023.